# Dr. Csépe György Uszoda és Termálstrand
A Dr. Csépe György Uszoda és Termálstrand Gyöngyös Püspöki nevű városrészében (az egykori Gyöngyöspüspöki község területe) üzemelő strandfürdő. (Beceneve Gyöngyösi strand).

## Címe
3200 Gyöngyös, Pesti út 39.

## Története
Eredeti neve Gyöngyösi Strandfürdő volt, majd a 2016-as felújításig  Gyöngyösi Uszoda és Termálstrand.
A gyöngyösi strand 2007. május 14-én zárta be kapuit, több évtizedes üzemelés után, ugyanis az Európai Uniós szabályoknak megfelelően a vízforgató berendezés hiánya miatt felújítási munkálatokra volt szükség. A strand bezárása után nem sokkal megkezdődtek a munkálatok. A régi medencéket lebontották, majd újratervezték és újraépítették, így mostantól feszített víztükrük medencék üzemelnek, megfelelve a szigorú szabályoknak. A felújítás után új nevet viselő Gyöngyösi Strand és Termálfürdő 2008. június 8-án nyitotta meg kapuit.
2016. június 18.-án ünnepélyes keretek között változtatták meg a strand nevét.

## Dr. Csépe György, a névadó
Az 1939-ben született, 2017-ben elhunyt  Dr. Csépe György pedagógusként dolgozott, 1961-től nyugdíjazásáig a gyöngyösi József Attila Szakközépiskola kollégiumának igazgatója volt. Elkötelezettje volt az úszósportnak és az olimpiai mozgalomnak, sokat tett a városban az óvodai, általános iskolai kötelező úszásoktatás bevezetéséért, elnöke volt a Gyöngyösi Úszó Alapítványnak, valamint alelnöke a Heves Megyei Úszó- és Vízilabda Szövetségnek.
Csépe György Gyöngyös Város Barátainak Köre alapító tagja volt.

### Díjai, elismerései
- MüM kiváló Dolgozója,
- Ifjúságért Érdekérem,

- Magyar Sportért kitüntető címe,
- Eszterházy Miksa emlékérem,
- Gyöngyös Város Érdemes Pedagógusa,
- Magyar Köztársaság Arany Érdemkeresztje,
- Tessedik Sámuel díj,
- Dr. Bárány István díj,
- PRO CIVITATE - Gyöngyös város díszpolgára cím.

## A víz összetétele
A gyöngyösi víz alkáli-hidrogén-karbonátos gyógyvíz, amely metakovasavat is tartalmaz. Összetételénél fogva jótékony hatással bír bizonyos bőrbetegségek, gyomorpanaszok, reumatikus és idegrendszeri megbetegedések esetén.

## Medencéi
- Versenymedence (25×50 m, 24–27 fokos vizű, 220 cm mély, 10 pályás, a főszezonban üzemel)
- Úszómedence (15×33 m, 24–27 fokos vizű, 170–230 cm mély, egész évben üzemel)
- Élménymedence (30 fokos, 120–130 cm mélységű derék-nyak dögönyözővel)
- Gyermekmedence (2 db (50–70 cm, 30–50 cm ) mélységű, 30 fokos)
- Pezsgőfürdő (talp és derékmasszázzsal, 31–33 fokos víz)